# 格哈特·吕德斯
格哈特·吕德斯（德語：Gerhart Lüders，1920年2月25日—1995年1月31日），德国理论物理学家，研究领域主要是量子场论，他知名于CPT定理的发现和一般性证明。这一定理也称为泡利-吕德斯定理，它是粒子物理学的最基本规律之一。